# Universiteit van Lausanne
De Universiteit van Lausanne of UNIL (Frans: Université de Lausanne) is een universiteit in Lausanne, Zwitserland. In 1890 kreeg het de status van universiteit, oorspronkelijk was het een theologische school.
De universiteit heeft 7 faculteiten: theologie, rechten, geesteswetenschappen, sociale en politieke wetenschappen, geowetenschappen, biologie, geneeskunde en letteren
De Universiteit van Lausanne vormt samen met de Technische Hogeschool van Lausanne een campus, gelegen aan het Meer van Genève.

## Professoren
Onder meer volgende personen waren professor aan de Universiteit van Lausanne:
- Jean-François Aubert (1931-), jurist[1]
- Robert Guex (1881-1948), jurist[2]
- Valentine Lenoir-Degoumois (1920-2000), juriste[3]
- Daniel Maggetti (1961- ), filoloog literatuur in Romandië

## Eredoctoraten
Onder meer volgende personen verkregen een eredoctoraat aan de Universiteit van Lausanne:
- Eugénie Droz (1893-1976), uitgeefster
- Benito Mussolini (1937)[4]

## Alumni
Onder meer volgende personen studeerden aan de Universiteit van Lausanne:
- Ferruccio Bolla (1911-1984), rechter, redacteur, bestuurder en politicus[5]
- Annie Dutoit (1909-1999), advocate en politica
- Daniel Maggetti (1961- ), later hoogleraar filologie
- Marguerite Narbel (1918-2010), zoöloge en politica[6]

- Bibsys: 90396514
- Biblioteca Nacional de España: XX88523
- Bibliothèque nationale de France: cb11883200m (data)
- CiNii: DA02832343
- Gemeinsame Normdatei: 37579-2
- Historisch woordenboek van Zwitserland: 010975
- International Standard Name Identifier: 0000 0001 2165 4204
- Library of Congress Control Number: n81061645
- Nationale Bibliotheek van Tsjechië: ko2003182783
- Nationale bibliotheek van Australië: 36536657
- Nationale Bibliotheek van Israël: 987007269225505171
- Nationale Bibliotheek van Polen: a0000002130360
- Réseau des bibliothèques de Suisse occidentale: 02-A000190049
- SNAC: w6rp1pjc
- Système universitaire de documentation: 027525031
- Virtual International Authority File: 136704891

Albanië: Universiteit van Tirana, Technische Hogeschool van Tirana · 
België: Vrije Universiteit Brussel, Université libre de Bruxelles · 
Bulgarije: Sofia Universiteit St. Kliment Ohridski · 
Cyprus: Universiteit van Cyprus · 
Duitsland: Vrije Universiteit Berlijn, Humboldtuniversiteit · 
Denemarken: Universiteit van Kopenhagen · 
Estland: Technische Universiteit Tallinn, Universiteit van Tallinn · 
Finland: Universiteit van Helsinki · 
Frankrijk: Sorbonne Université, Université Sorbonne-Nouvelle, Universiteit Paris-Dauphine ·
Griekenland: Universiteit van Athene · 
Hongarije: Loránd Eötvös-universiteit · 
Ierland: Nationale Universiteit van Ierland, Dublin · 
Italië: Universiteit Sapienza Rome, Universiteit van Rome Tor Vergata, Roma Tre-universiteit · 
Kroatië: Universiteit van Zagreb · 
Letland: Universiteit van Letland · 
Litouwen: Universiteit van Vilnius · 
Nederland: Universiteit van Amsterdam · 
Noord-Macedonië: Universiteit van Skopje · 
Noorwegen: Universiteit van Oslo · 
Oostenrijk: Universiteit van Wenen · 
Polen: Universiteit van Warschau · 
Portugal: Universiteit van Lissabon · 
Roemenië: Universiteit van Boekarest · 
Rusland: Staatsuniversiteit van Moskou · 
Slowakije: Comenius Universiteit Bratislava · 
Slovenië: Universiteit van Ljubljana · 
Spanje: Autonome Universiteit van Madrid, Complutense-universiteit van Madrid · 
Tsjechië: Karelsuniversiteit Praag · 
Verenigd Koninkrijk: University College London · 
IJsland: Universiteit van IJsland · 
Zweden: Universiteit van Stockholm · 
Zwitserland: Universiteit van Lausanne